# راي بورغ
راي بورغ (بالإنجليزية: Ray Borg)‏ هو فنان قتال مختلط أمريكي، ولد في 4 أغسطس 1993 في ألباكركي في الولايات المتحدة.

## وصلات خارجية
- راي بورغ على موقع يو إف سي (الإنجليزية)
- راي بورغ على موقع شيردوغ (الإنجليزية)
- راي بورغ على موقع Tapology.com (الإنجليزية)
- راي بورغ على موقع IMDb (الإنجليزية)
- راي بورغ على موقع قاعدة بيانات الفيلم (الإنجليزية)